# Bitwa pod Klidion
Bitwa pod Klidion (Κλειδίον, zapisywana również Kleidion, obecnie wieś Kljuć – Ключ), znana także jako bitwa pod Bełasicą – stoczona 29 lipca 1014 roku pomiędzy wojskami bułgarskiego cara Samuela Komitopula a siłami bizantyjskiego cesarza Bazylego II. Stanowiła punkt kulminacyjny zmagań pomiędzy tymi państwami. Zwycięstwo Bazylego II otwarło drogę do ostatecznego podboju Bułgarii cztery lata później.

## Sytuacja przed bitwą
Większą część panowania bizantyjskiego cesarza Bazylego II zajmował konflikt z Bułgarią. Po okresie zwycięstw Bułgarów, po 1001 roku inicjatywa przeszła w ręce Bizancjum. Systematyczne kampanie wojskowe powtarzały się rokrocznie.
W 1014 roku car Samuel zdecydował się zastąpić drogę kolejnemu najazdowi w wąwozie rzeki Strumy, w górach Bełasica. Było to miejsce bardzo dogodne do obrony - zwężający się szlak mógł zostać zablokowany stosunkowo małymi siłami. Siły bułgarskie szacuje się na 15–25 tysięcy. Część z nich car umieścił w wąskim miejscu kotliny Strumy na wysokości wsi Klidion, za polowymi zaporami ziemnymi (wzmacnianymi drewnem i kamieniami) – demami. Górski taras umożliwiał miotanie pocisków na atakujących. Większa część armii oczekiwała jednak w obozie przed wylotem doliny, w pobliżu wsi Kimba Longion (obecnie Makrievo). Prawdopodobnie w planach Samuela było rozstrzygające uderzenie na wojska bizantyjskie, które po sforsowaniu dem nie miałyby czasu ani miejsca na rozwinięcie szyku bojowego.

## Bitwa pod Klidion
Zgodnie z przewidywaniami Bułgarów wąwóz został zaatakowany przez siły bizantyjskie (liczące 20–25 tys.), dowodzone osobiście przez cesarza z pomocą wybitnego stratega Nicefora Ksifiasa (Nikephoros Xiphias). Kilkakrotnie podejmowane próby sforsowania dem zakończyły się niepowodzeniem. Bizantyjski kronikarz Jan Skylites tak opisuje początek bitwy:

... strażnicy stawili zacięty opór, zsyłając z wysoka śmierć i rany zadając tym, którzy nacierali, by otworzyć drogę.

Dopiero dzięki strategowi Ksifiasowi (Nikephoros Xiphias), który przeprowadził część wojsk cesarskich poprzez bezdroża górskie na tyły przeciwników, udało się 29 lipca 1014 roku zaskoczyć Bułgarów atakiem z dwóch stron. Armia cara Samuela została zupełnie zniszczona, a car zbiegł do Prilepu. Według różnych kronikarzy, około 14–15 tys. Bułgarów dostało się do niewoli. Bazyli II kazał wszystkich jeńców oślepić, pozostawiając co setnemu jedno oko, by mógł prowadzić pozostałych. Tak okaleczonych odesłał władcy bułgarskiemu. Samuel na taki widok padł rażony apopleksją i w październiku 1014 roku zmarł.

## Konsekwencje
Zwycięstwo Bazylego II pozwoliło mu na opanowanie Bułgarii. Do 1018 roku doszło do podporządkowania państwa bułgarskiego Bizancjum. W 1019 roku odbył się w Konstantynopolu uroczysty triumf Bazylego, w procesji szły m.in. córki Samuela. Bułgaria została podzielona na trzy prowincje, ale zachowała pewną autonomię w sprawach wewnętrznych.

## Bułgarobójca
Oślepienie dużej liczby jeńców opisywane jest często jako akt szczególnego okrucieństwa, który spowodował nadanie cesarzowi groźnego przydomka "Bułgarobójca". Nie był to jednak odosobniony przypadek w tamtych czasach, co więcej, oślepianie traktowane było jako humanitarna alternatywa wobec śmierci na palu. Nie odnotowano również, aby cesarz rozkazał zabijać jakąś większą grupę jeńców. Pomimo tego, cesarz Bazyli II prawdopodobnie świadomie podtrzymywał legendę wokół swojej osoby i podtrzymywał wizerunek niezłomnego obrońcy ojczyzny. Świadczyć może o tym wybór epitafium (na sarkofagu w kościele Św. Jana Ewangelisty w Hebdomon) oraz ilustracje w jego prywatnym psałterzu. Cesarz po raz pierwszy został nazwany "Bułgarobójcą" sto lat po swojej śmierci, a wyjaśnienie tego przydomka pojawia się dopiero na początku XIV wieku, podane przez kronikarza Ephraima. Pomimo dość jednoznacznego opisu w kronice Jana Skylitesa, zarówno liczba okaleczonych jak i sam fakt oślepienia są obecnie kwestionowane. Jako argument podaje się czteroletni okres zbrojnego oporu, po śmierci Samuela, a przed ostatecznym podbojem Bułgarii. Jeśli rzeczywiście doszłoby do wyeliminowania (oślepienia) trzonu armii bułgarskiej, kraj ten powinien był paść łupem Bizancjum znacznie wcześniej.